# Lista de filmes com temática LGBT de 1968
Esta é uma lista de filmes que contém personagens ou temática lésbica, gay, bissexual, ou transgênera lançados em 1968.
| Título                          | Direção                     | País                    | Gênero                              | Elenco | Anotações |
| ------------------------------- | --------------------------- | ----------------------- | ----------------------------------- | --- | --- |
| All the Sins of Sodom           | Joseph W. Sarno             | EUA                     | Drama                               | Dan Machuen, Sue Akers, Morris Kaplan                                                                           | [ 1 ] |
| The Anniversary                 | Roy Ward Baker              | Reino Unido             | Comédia                             | Bette Davis, James Cossins, Jack Hedley, Christian Roberts, Sheila Hancock, Elaine Taylor                       | trad. O Aniverssário Baseado na peça homônima de Bill MacIlwraith                                                                                |
| Baby Love                       | Alastair Reid               | Reino Unido             | Exploitation                        | Ann Lynn, Keith Barron, Linda Hayden, Derek Lamden, Patience Collier, Dick Emery                                | trad. Boneca Amorosa Uma adolescente seduz sua família adotiva após a morte de sua mãe                                                           |
| Baldwin’s Nigger                | Horace Ové                  | Reino Unido             | Documentário                        | James Baldwin, Dick Gregory                                                                                     | Os escritores discutem o movimento dos direitos civis na Grã-Bretanha dos anos 60                                                                |
| Barbarella                      | Roger Vadim                 | França, Itália          | Ficção Científica, Comédia, Erótico | Jane Fonda, David Hemmings, Ugo Tognazzi, John Phillip Law                                                      | [ 4 ] |
| Les Biches                      | Claude Chabrol              | França, Itália          | Drama                               | Jean-Louis Trintignant, Jacqueline Sassard, Stéphane Audran, Nane Germon, Serge Bento, Dominique Zardi          | trad. As Corças. Vagamente baseado no romance The Talented Mr. Ripley de Patricia Highsmith                                                      |
| The Bizarre Ones                | Henri Pachard               | EUA                     | Erótico, Drama                      | Marie Claire, Cherie Winters, Tracy Lee, Judy Caine, Stephen Treadwell, Taylor Mead                             | Três dominatrixes raptam um mochileiro |
| Boom!                           | Joseph Losey                | Reino Unido             | Drama                               | Elizabeth Taylor, Richard Burton, Noel Coward                                                                   | Baseado em The Milk Train Doesn't Stop Here Anymore de Tennessee Williams                                                                        |
| The Boston Strangler            | Richard Fleischer           | EUA                     | Crime                               | Tony Curtis, Henry Fonda, George Kennedy                                                                        | Vagamente baseado na história real do Estrangulador de Boston e no livro de Gerold Frank.                                                        |
| Carne                           | Armando Bo                  | Argentino               | Erótico, Crime, Drama               | Isabel Sarli, Victor Bo, Romualdo Quiroga, Vicente Rubino, Juan Carlos Altavista, Alba Solis                    | [ 8 ] |
| Carry on Up the Khyber          | Gerald Thomas               | Reino Unido             | Comédia                             | Sid James, Kenneth Williams, Charles Hawtrey, Roy Castle, Joan Sims, Bernard Bresslaw                           | Décimo sexto filme da série Carry On |
| Daughters of Lesbos             | Peter Woodcock              | EUA                     | Erótico, Drama                      | Geri Miller, Linda Boyce, Jo Sweet, Jackie Richards, Sue Akers, Dick White                                      | Sobre um clube secreto para mulheres sáficas |
| Deadfall                        | Bryan Forbes                | Reino Unido             | Ação, Crime, Drama                  | Michael Caine, Giovanna Ralli, Eric Portman, Nanette Newman, David Buck, Carlos Pierre                          | [ 11 ] |
| The Detective                   | Gordon Douglas              | EUA                     | Crime, Drama                        | Frank Sinatra, Lee Remick, Jacqueline Bisset, Ralph Meeker, Jack Klugman, Horace McMahon                        | Baseado no romance homônimo de Roderick Thorp |
| Eat Your Makeup                 | John Waters                 | EUA                     | Comédia, Experimental               | Lizzy Temple Black, Divine, Howard Gruber, David Lochary, Marina Melin, Mona Montgomery                         | Uma governanta rapta jovens modelos e as força a comer maquiagem entre outras coisas                                                             |
| Flesh                           | Paul Morrissey              | EUA                     | Drama                               | Joe Dallesandro, Geraldine Smith, Maurice Braddell, Louis Waldon, Geri Miller, Candy Darling                    | Produzido por Andy Warhol |
| Gates to Paradise               | Andrzej Wajda               | Reino Unido, Yugoslávia | Drama                               | Lionel Stander, Ferdy Mayne, Mathieu Carrière, Pauline Challoner, John Fordyce, Jenny Agutter                   | trad. Portões para o Paraíso Baseado no romance Bramy raju de Jerzy Andrzejewski                                                                 |
| The Ghastly Ones                | Andy Milligan               | EUA                     | Terror, Erótico                     | Veronica Radburn, Maggie Rogers, Hal Borske, Anne Linden, Fib LaBlaque, Carol Vogel                             | Três casais precisam passar a noite em uma perigosa mansão vitoriana para herdarem uma fortuna                                                   |
| Les jeunes loups                | Marcel Carné                | França, Itália          | Drama                               | Christian Hay, Haydée Politoff, Yves Beneyton, Maurice Garrel, Gamil Ratib, Stéphane Bouy                       | trad. Os Jovens Lobos |
| The Killing of Sister George    | Robert Aldrich              | EUA                     | Drama                               | Beryl Reid, Susannah York, Coral Browne, Ronald Fraser, Patricia Medina, Byron Webster                          | Baseado na peça homônima de Frank Marcus Um dos primeiros filmes comerciais a ter como tema a homossexualidade feminina                          |
| The King                        | Jack Bravman                | EUA                     | Romance, Drama                      | Jack Bravman, Lisa St. Shaw, King Drummond, Soft Sandra, Big Bertha, Lover Lee                                  | Uma mulher relata suas experiências com o lesbianismo                                                                                            |
| Kurotokage (黒蜥蝪)             | Kinji Fukasaku              | Japão                   | Policial, Fantasia                  | Akihiro Miwa, Isao Kimura, Kikko Matsuoko, Jun Usami                                                            | trad. Lagarto Preto Baseado na peça de Yukio Mishima, que por sua vez é baseada no romance homônimo de Rampo Edogawa                             |
| Kvinnolek                       | Joseph W. Sarno             | Suécia                  | Erótico, Drama                      | Gun Falck, Gunilla Iwanson, Heinz Hopf, Lars Lind, Mimi Nelson                                                  | Uma designer aluga uma casa no campo e se sente atraída pela filha dos senhorios                                                                 |
| O Leão no Inverno               | Anthony Harvey              | Reino Unido             | Drama, Histórico                    | Peter O'Toole, Katharine Hepburn, Anthony Hopkins, Timothy Dalton                                               | Roteirizado por James Goldman, baseado em sua peça homônima                                                                                      |
| The Legend of Lylah Clare       | Robert Aldrich              | EUA                     | Erótico, Drama                      | Kim Novak, Peter Finch, Ernest Borgnine, Valentina Cortese, Michael Murphy, Lee Meriwether                      | [ 22 ] |
| Lonesome Cowboys                | Andy Warhol                 | EUA                     | Faroeste                            | Joe Dallesandro, Julian Burroughs, Eric Emerson, Tom Hompertz, Taylor Mead, Viva                                | Uma sátira de filmes de faroeste |
| The Loves of Ondine             | Andy Warhol, Paul Morrissey | EUA                     | Drama                               | Ondine, Brigid Berlin, Joe Dallesandro, Angelina 'Pepper' Davis, Juan Downey, Waldo Díaz Balart                 | Um homem gay tenta 'ajustar' sua sexualidade ao dormir com mulheres                                                                              |
| Man Happenings                  | Pat Rocco                   | EUA                     | Experimental                        | Duane Ferguson, Alan Dark, John Helm, Boby Nelson                                                               | Uma coleção de curtas |
| Monsieur Hawarden               | Harry Kümel                 | Países Baixos           | Drama                               | Ellen Vogel, Hilde Uitterlinden, Joan Remmelts, Dora van der Groen, Xander Fisher                               | Uma mulher se disfarça de homem para não ser presa pelo assassinato de seu amante quinze anos antes                                              |
| Nevinost bez zastite            | Dusan Makavejev             | Yugoslávia              | Documentário                        | Dragoljub Aleksic, Bratoljub Gligorijevic, Vera Jovanovic, Ana Milosavljevic, Pera Milosavljevic, Ivan Zivkovic | Sobre o atleta sérvio Dragoljub Aleksić, que fez um filme durante a ocupação nazista de Belgrado                                                 |
| No Way to Treat a Lady          | Jack Smight                 | EUA                     | Suspense, Comédia, Mistério         | Rod Steiger, Lee Remick, George Segal, Eileen Heckart, Murray Hamilton, Michael Dunn                            | trad. Uma Face para Cada Crime Um assassino psicótico usa disfarces para atacar suas vítimas e é perseguido pela polícia                         |
| The Producers                   | Mel Brooks                  | EUA                     | Comédia                             | Zero Mostel, Gene Wilder, Dick Shawn, Kenneth Mars                                                              | [ 28 ] |
| The Queen                       | Frank Simon                 | EUA                     | Documentário                        | Jim Dine, Jack Doroshow, Bruce Jay Friedman, Bernard Giquel, Rachel Harlow, Jerry Leiber                        | Segue uma competição nacional de drag queens em Nova Iorque, focando na mestra de cerimônias                                                     |
| Rachel, Rachel                  | Paul Newman                 | EUA                     | Drama                               | Joanne Woodward, James Olson, Estelle Parsons                                                                   | Baseado no romance A Jest of God de Margaret Laurence                                                                                            |
| San Diego Surf                  | Andy Warhol, Paul Morrissey | EUA                     | Experimental                        | Joe Dallesandro, Eric Emerson, Tom Hompertz, Taylor Mead, Ingrid Superstar, Viva, Louis Waldon                  | [ 30 ] |
| Sappho Darling                  | Gunnar Steele               | Suécia                  | Erótico                             | Carol Young, Yvonne D'Angers, Alyn Darnay                                                                       | Uma moça decide se manter virgem até o casamento, mas um dia ela da carona para uma bela mochileira e se sente atraída                           |
| Scusi, facciamo l'amore?        | Vittorio Caprioli           | Itália                  | Comédia                             | Pierre Clémenti, Beba Lončar, Edwige Feuillère, Juliette Mayniel, Tanya Lopert, Claudine Auger                  | [ 32 ] |
| Se...                           | Lindsay Anderson            | Reino Unido             | Drama                               | Malcolm McDowell, Richard Warwick, Christine Noonan, David Wood, Robert Swann, Peter Jeffrey                    | |
| Seeds                           | Andy Milligan               | EUA                     | Terror, Drama                       | Maggie Rogers, Candy Hammond, Anthony Moscini, Lucy Silvay, Neil Flanagan, Gene Connolly                        | Também conhecido como Seeds of Sin Uma matriarca tiraniza seus filhos adultos em um jantar em família, onde um assassino misterioso está a solta |
| The Sergeant                    | John Flynn                  | EUA                     | Drama                               | Rod Steiger, John Phillip Law, Ludmila Mikaël, Frank Latimore, Elliott Sullivan                                 | |
| She-Mob                         | Diana Paschal               | EUA                     | Drama, Erótico                      | Marni Castle, Monique Duval, Adam Clyde, Twig, Eve Laurie, Ann Adams                                            | Quatro lésbicas fogem da prisão e raptam o namorado de uma mulher rica                                                                           |
| Someone                         | Pat Rocco                   | EUA                     | Drama                               | Joe Adair, Bambi Allen, David Russell                                                                           | Um modelo se envolve com uma moça, mas começa a questionar sua sexualidade                                                                       |
| Symbiopsychotaxiplasm: Take One | William Greaves             | EUA                     | Documentário, Experimental          | Patricia Ree Gilbert, Don Fellows, Bob Rosen, William Greaves                                                   | Segue as filmagens de um teste de elenco em um parque, onde uma mulher questiona a sexualidade do namorado                                       |
| Teorema                         | Pier Paolo Pasolini         | Itália                  | Drama, Mistério                     | Terence Stamp, Laura Betti, Silvana Mangano, Massimo Girotti, Anne Wiazemsky, Andrés José                       | |
| Therese and Isabelle            | Radley Metzger              | EUA, França             | Drama                               | Essy Persson, Anna Gaël, Barbara Laage, Anne Vernon                                                             | Baseado no romance Thérèse et Isabelle de Violette Leduc                                                                                         |
| Too Much Too Often!             | Doris Wishman               | EUA                     | Drama                               | Buck Starr, Sharon Kent, Jackie Richards, Sam Stewart, Darlene Bennett, Michelle Fox                            | A vida violenta de um prostituto o leva à ruína                                                                                                  |
| The Touchables                  | Robert Freeman              | Reino Unido             | Crime, Drama                        | Judy Huxtable, Ester Anderson, Monika Ringwald, Kathy Simmonds, Ricky Star, James Villiers                      | Quatro moças raptam seu cantor favorito |
| Tricks of the Trade             | Andy Milligan               | EUA                     | Erótico, Drama                      | Mary Carter, Jonathan East, Natalie Rogers                                                                      | Um homem casado é chantageado pelo casal com quem ele havia feito um ménage                                                                      |
| Údolí včel                      | František Vláčil            | Checoslováquia          | Drama, Histórico                    | Jan Kačer, Věra Galatíková, Zdeněk Kryzánek, Petr Čepek, Josef Somr, Miroslav Macháček                          | [ 41 ] |
| Vibrations                      | Joseph W. Sarno             | EUA                     | Erótico, Drama, Mistério            | Rita Bennett, Morris Kaplan, Maria Lease                                                                        | [ 42 ] |